# Larsenite
La larsenite è un minerale.